# Флаги штатов США

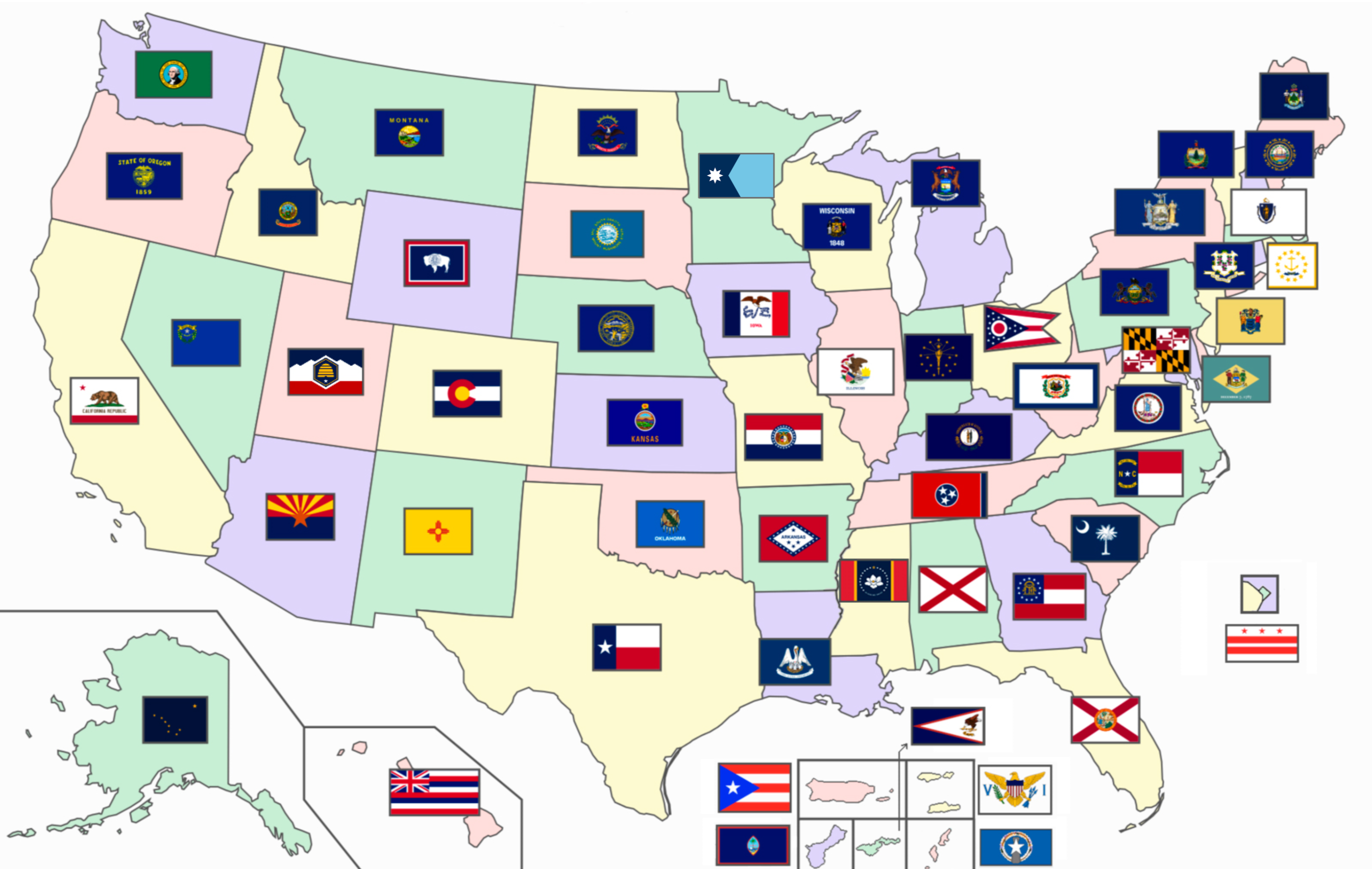
Флаги штатов, территории и округа Колумбии.

В настоящее время у каждого штата США есть флаг. Флаги — официальные символы штатов.
У большинства штатов флаг появился между 1890-х годами и Первой мировой войной. Тем не менее, некоторые к последнему десятилетию XIX века уже имели свой флаг. У некоторых южных штатов в 1861 году после образования Конфедеративных штатов Америки появились флаги, что подчёркивало расширение их автономии по сравнению с тем, что было до отделения от США.
Североамериканская вексиллологическая ассоциация в 2001 году провела исследование, согласно которому среди флагов всех штатов США и провинций Канады лучшим был признан флаг Нью-Мексико, худшим — флаг Джорджии (см. вариант 2001—2003 годов).

## Современные флаги
| Флаг                   | Штат              | Год принятия | Краткое описание | Примечания |
| ---------------------- | ----------------- | ------------ | --- | --- |
| Флаг Айдахо            | Айдахо            | 1957         | Печать Айдахо на синем поле; снизу золотая лента с надписью State of Idaho (с англ. — «Штат Айдахо»). | Основан на флаге, использовавшемся первым пехотным полком Айдахо в 1899 году в ходе Испано-Американской войны. Первый вариант был принят в 1907 году, современный принят в 1957 с некоторыми изменениями.                                                                                               |
| Флаг Айовы             | Айова             | 1921         | Три вертикальных полосы — синяя, белая и красная, из которых средняя (белая) шире остальных. В середине — белоголовый орлан держит в клюве синюю ленту с надписью: Our liberties we prize and our rights we will maintain (с англ. — «Мы ценим наши свободы, мы сохраним наши права»). Ниже надпись красным Iowa (с англ. — «Айова»). | Флаг был придуман жительницей города Ноксвилл Дикси Корнелл Гебхардт. |
| Флаг Алабамы           | Алабама           | 1895         | Красный андреевский крест на белом поле. | Флаг восходит к боевому знамени Конфедерации. |
| Флаг Аляски            | Аляска            | 1927         | На синем поле расположено восемь звёзд, складывающихся в астеризм Большой Ковш (7 наиболее ярких звёзд созвездия Большая медведица) и Полярную звезду. | Флаг был придуман уроженцем Аляски Бенни Бенсоном из деревни Чигник и одержал победу в конкурсе флагов. |
| Флаг Аризоны           | Аризона           | 1917         | Нижняя половина флага полностью синяя, в верхней изображены тринадцать красных и золотых лучей, расходящихся из центра. Посередине находится звезда медного цвета. | Флаг был придуман в 1910 году полковником Чарльзом У. Харрисом для команды, представлявшей Аризону на национальных соревнованиях по стрельбе из винтовки. |
| Флаг Арканзаса         | Арканзас          | 1913         | На красном поле расположен большой белый ромб с синей окантовкой. На ней расположены в ряд 25 белых пятиконечных звёзд. Внутри ромба — синяя надпись Arkansas (с англ. — «Арканзас») и ещё четыре синие звезды — одна над надписью и три под ней. | Флаг был придуман для конкурса флагов в 1912 году жителем города Ваббасока Вилли К. Хокером. |
| Флаг Вайоминга         | Вайоминг          | 1917         | В середине синего поля, окаймлённого белой (внутри) и красной полосами, — белый контур американского бизона, на его боку — печать Вайоминга. | Автор флага — Верна Кейес. |
| Флаг Вашингтона        | Вашингтон         | 1923         | В центре тёмно-зелёного флага размещена печать штата с портретом Джорджа Вашингтона, в честь которого он получил своё название. | |
| Флаг Вермонта          | Вермонт           | 1923         | Синее полотнище, в середине которого находится герб Вермонта. | |
| Флаг Виргинии          | Виргиния          | 1861         | В центре синего флага размещена печать Виргинии. | |
| Флаг Висконсина        | Висконсин         | 1980         | Синий флаг, на котором изображён герб штата, сверху от которого белая надпись Wisconsin (с англ. — «Висконсин»), а снизу — 1848 (год присоединения к США на правах штата). | Флаг создан в 1863 году. В 1980 добавлены надписи сверху и снизу от герба. |
| Флаг Гавайев           | Гавайи            | 1959         | В крыже изображён «Юнион Джек», остальную часть флага занимают горизонтальные белые, красные и синие полосы. | Первая версия флага появилась в 1816 году для короля Камехамехи I, однако полосы в ней были расположены иначе (красная, белая, синяя). С 1843 года функционирует как флаг Гавайев, которые за это время были королевством, протекторатом, республикой, территорией в составе США, с 1959 года — штатом. |
| Флаг Делавэра          | Делавэр           | 1913         | В середину тёмно-голубого знамени помещён светло-оранжевый ромб, внутри которого находится герб Делавэра. Под ромбом — надпись белыми буквами: December 7, 1787 (с англ. — «7 декабря 1787» — дата, когда Делавэр первым из всех штатов ратифицировал Конституцию США). | Похожий флаг (герб штата на тёмно-голубом) использовался делавэрскими армейскими частями в ходе Гражданской войны в США. |
| Флаг Джорджии          | Джорджия          | 2003         | Три горизонтальных полосы — две красных и одна белая; в крыже изображён герб штата на синем поле, окружённый тринадцатью белыми звёздами и со словами In God We Trust (с англ. — «На Бога Уповаем» — девиз США). | |
| Флаг Западной Виргинии | Западная Виргиния | 1929         | В центре флага на белом поле с синей окантовкой размещён герб Западной Виргинии. | |
| Флаг Иллинойса         | Иллинойс          | 1970         | В центре белого флага размещена большая печать Иллинойса. Под ней — синяя надпись Illinois (с англ. — «Иллинойс»). | Первая версия флага была создана Люси Дервент в 1912 году и принята как флаг штата в 1915. Позже на знамя было добавлено название штата. |
| Флаг Индианы           | Индиана           | 1917         | Тёмно-синий флаг, в середине которого изображён жёлтый факел, окружённый внешним кругом из тринадцати звёзд, внутренним полукругом из пяти и одной звездой чуть выше его пламени; над ней полукруглая надпись Indiana (с англ. — «Индиана»). | Флаг создан Полом Хадли из города Мурсвилл для конкурса флагов. |
| Флаг Калифорнии        | Калифорния        | 1911         | Белое полотнище с красной полосой снизу. В левом верхнем углу находится красная пятиконечная звезда, а посередине — гризли, который идёт влево относительно зрителя по зелёной лужайке. Чуть ниже надпись: California Republic (с англ. — «Калифорнийская республика»). | Восходит к флагу Калифорнийской республики. |
| Флаг Канзаса           | Канзас            | 1963         | В центре синего флага размещена печать Канзаса. Немного выше печати изображён цветок подсолнуха, ниже — надпись золотыми буквами Kansas (с англ. — «Канзас»). | Первый флаг Канзаса был разработан в 1925 и официально утверждён в 1927 году. Он выглядел так же, как современный, за исключением того, что на нём отсутствовало название штата. Оно было добавлено в 1961 году, а в 1963 были изменены размеры флага.                                                  |
| Флаг Кентукки          | Кентукки          | 1928         | На тёмно-синем флаге изображена печать штата с золотой полукруглой надписью Commonwealth of Kentucky (с англ. — «Содружество Кентукки») выше и двумя цветками золотарника (официальный цветок штата) ниже. | Флаг был создан Джесси Коксом Бёрджессом, учителем из Франкфурта (Кентукки). |
| Флаг Колорадо          | Колорадо          | 1911         | Три горизонтальных полосы равной ширины синего и белого цветов (белая посередине). Чуть левее центра помещена большая красная буква C, внутри которой находится круг золотого цвета, в диаметре равный ширине каждой из полос. | Флаг был предложен Эндрю Карлайлом Карсоном в 1911 и официально утверждён в качестве флага штата в том же году. В 1929 и 1964 в закон о флаге вносились уточнения касательно того, какие именно оттенки синего и красного должны использоваться и каких размеров должна быть буква и круг внутри неё.   |
| Флаг Коннектикута      | Коннектикут       | 1897         | На лазоревом поле в центре расположен белый барочный щит. На щите изображены три виноградных лозы, с каждой из которых свисает по три грозди винограда. Под щитом находится бело-золотая лента с надписью: Qui transtulit sustinet (с лат. — «Тот, кто посадил нас, будет заботиться о нас» — девиз штата). | Флаг восходит к флагу колонии Сейбрук. |
| Флаг Луизианы          | Луизиана          | 2006         | В центре синего флага изображено птичье гнездо, внутри которого пеликан кормит кровью своих птенцов. Ниже изображена лента с надписью Union, Justice and Confidence (с англ. — «Союз, справедливость и вера» — девиз штата). | Флаг был официально принят в 1912 году, в 2006 он был видоизменён (добавлены три капли крови на груди пеликана). |
| Флаг Массачусетса      | Массачусетс       | 1971         | Белое полотнище, в центре которого находится герб Массачусетса. | С 1908 по 1971 годы оборотная сторона флага отличалась от лицевой, с 1971 обе стороны выглядят одинаково. |
| Флаг Миннесоты         | Миннесота         | 2024         | Голубое полотнище, слева тёмно-синий многоугольник, похожий на форму штата, в центре которого полярная звезда. | |
| Флаг Миссисипи         | Миссисипи         | 2020         | Белый цветок магнолии и слова «In God We Trust» (с англ. — «На Бога уповаем») на красном поле с синей вертикальной полосой в центре с золотыми краями. | |
| Флаг Миссури           | Миссури           | 1913         | Три горизонтальных полосы равной ширины, синего, белого и красного цветов. В центре находится печать Миссури, окаймлённая синим кругом, в который вписано 24 белых звезды. | Автор флага — Мэри Элизабет Уоткинс Оливер. |
| Флаг Мичигана          | Мичиган           | 1911         | В центре тёмно-синего флага размещён герб штата. | |
| Флаг Монтаны           | Монтана           | 1981         | В центре синего полотнища изображена печать Монтаны, чуть выше — надпись золотыми буквами Montana (с англ. — «Монтана»). | В ходе Испано-американской войны такой флаг, но без надписи с названием штата, использовали войска из Монтаны. В 1905 он был принят в качестве флага штата, в 1981 была добавлена надпись сверху от печати.                                                                                             |
| Флаг Мэна              | Мэн               | 1909         | В центре синего флага размещён герб Мэна. | |
| Флаг Мэриленда         | Мэриленд          | 1904         | Полотнище поделено на четверти, причём противоположные друг другу четверти выглядят одинаково. Левая верхняя и противоположная ей правая нижняя четверти состоят из шести вертикальных полос золотого и чёрного цветов. Их пересекает диагональная линия, на которой цвета инвертированы. В правой верхней и левой нижней четвертях поделены в свою очередь также на четверти белого (левая верхняя и противоположная ей) и красного цветов. По границам белых и красных сегментов протянуты концы греческого креста, на котором цвета инвертированы. | Геральдическое знамя Джорджа Кальверта, первого барона Балтимор. |
| Флаг Небраски          | Небраска          | 1963         | В центре синего полотнища размещена печать Небраски. | |
| Флаг Невады            | Невада            | 1991         | Синее полотнище, в крыже которого две ветви чёрной полыни поддерживают белую пятиконечную звезду, чуть ниже которой оранжевыми буквами надпись Nevada (с англ. — «Невада»). Выше звезды — оранжевая лента с надписью: Battle born (с англ. — «Рождённый в боях»). | Нынешний флаг — изменённый флаг 1929 года (название штата на первом варианте было написано вокруг звезды, сейчас — под ней). |
| Флаг Нью-Гэмпшира      | Нью-Гэмпшир       | 1931         | В центре синего полотнища размещена печать Нью-Гэмпшира, окружённая лавровыми листьями и девятью золотыми звёздами. | В 1909—1931 годах флаг существовал в том же виде, но со старой печатью (в 1931 вид печати был изменён). |
| Флаг Нью-Джерси        | Нью-Джерси        | 1896         | Большая печать Нью-Джерси в середине тёмно-жёлтого полотнища. | В 1965 году было внесено уточнение относительно того, какие именно оттенки надлежит использовать на флаге. |
| Флаг штата Нью-Йорк    | Нью-Йорк          | 1901         | В центре синего полотнища размещён герб Нью-Йорка (часть печати штата внутри круга). | |
| Флаг Нью-Мексико       | Нью-Мексико       | 1925         | На жёлтом полотнище красный знак солнца индейского племени зиа размером в треть длины самого флага: красный полый круг (в ⅓ от размеров всего символа), из которого параллельно сторонам полотнища исходит 4 группы лучей по 4 луча в каждой, причём средние два луча на ⅕ длиннее наружных. | Флаг создан археологом Гарри Мера из города Санта-Фе. На мировой выставке в Сан-Диего в 1915 году был вывешен неофициальный флаг Нью-Мексико. |
| Флаг Огайо             | Огайо             | 1902         | Сужающееся вправо полотнище с вырезом в вольной части. Слева синий треугольник, основанием которого является левый край флага. Внутри треугольника находится белая буква O с красным кругом внутри и семнадцать белых пятиконечных звёзд вокруг неё. В остальной части полотнища — пять горизонтальных полос (три красных и две белых). | Автор флага — Джон Эйземанн, архитектор из Кливленда, крупнейшего города Огайо. |
| Флаг Оклахомы          | Оклахома          | 1941         | Небесно-голубое полотнище, на котором изображены традиционный щит племени оседж и перекрещенные трубка мира и оливковая ветвь на нём. Ниже белыми буквами написано: Oklahoma (с англ. — «Оклахома»). | В 1925—1941 использовался такой же флаг, но без надписи. В 1988 и 2006 выходили законы, стандартизировавшие цвета флага. |
| Флаг Орегона           | Орегон            | 1925         | На лицевой стороне на синем полотнище изображён окружённый тридцатью тремя золотыми пятиконечными звёздами геральдический щит с печати штата сверху от которого написано: State of Oregon (с англ. — «Штат Орегон»), а снизу — 1859 (год, в который Орегон стал штатом). Обе надписи золотого цвета. На оборотной стороне в центре полотнища изображён бобёр золотого цвета. | |
| Флаг Пенсильвании      | Пенсильвания      | 1907         | В центре синего полотнища размещён герб Пенсильвании. | |
| Флаг Род-Айленда       | Род-Айленд        | 1897         | Белое полотнище, в середине которого изображён золотой якорь, окружённый тринадцатью золотыми звёздами, и чуть ниже — голубая лента со словом Hope (с англ. — «Надежда» — девиз штата). | |
| Флаг Северной Дакоты   | Северная Дакота   | 1911         | Синее полотнище, в центре которого изображён белоголовый орлан с раскинутыми крыльями и открытым клювом. В левой лапе он держит пучок стрел, в правой — оливковую ветвь, на которой видны три красных ягоды. На груди орлана находится щит, верхняя часть которого — синяя, а в нижней находится 13 вертикальных красных и белых полос. В клюве орлан держит красную ленту с надписью золотыми буквами: E Pluribus Unum (с лат. — «Из многого — одно»). Ниже — красная лента с надписью North Dakota (с англ. — «Северная Дакота») золотыми буквами, выше — расположенные полукругом тринадцать золотых звёзд. Над всем находится изображение восходящего солнца с семью лучами. | Флаг, за исключением ленты с названием штата, полностью повторяет боевое знамя севернодакотской пехоты в Американо-Филиппинской войне. |
| Флаг Северной Каролины | Северная Каролина | 1885         | Две горизонтальных полосы — красная и белая — и широкая вертикальная синяя полоса у древка, в середине которой находится белая пятиконечная звезда, слева и справа от которой находятся жёлтые буквы N и C соответственно. Сверху и снизу — жёлтые ленты. На верхней чёрным написано May 20th, 1775 (с англ. — «20 мая 1775»), на нижней — April 12th, 1776 (с англ. — «12 апреля 1776») | Современный флаг представляет собой флаг времён Гражданской войны с изменённым расположением цветов, добавленными буквами NC и изменённым текстом. |
| Флаг Теннесси          | Теннесси          | 1905         | Красное полотнище с узкой синей полосой по правому краю. В центре находится синий круг с белой каймой, внутри его — три белых звезды. Звёзды должны быть расположены таким образом, чтобы линия, проведённая через любые две из них не была параллельна сторонам флага. | |
| Флаг Техаса            | Техас             | 1845, 1933   | Две горизонтальных полосы — белая и красная — и широкая вертикальная синяя полоса у древка, в середине которой находится белая пятиконечная звезда. | Флаг был разработан в 1838 году и с 1839 являлся флагом республики Техас. В 1845 Техас вошёл в состав США, и флаг был принят в качестве официального во вновь образованном штате. С 1879 по 1933 у Техаса официально не было флага, однако де-факто им оставался тот же.                                |
| Флаг Флориды           | Флорида           | 1985         | Красный андреевский крест на белом полотнище. В середине находится печать Флориды. | Красный крест на флаге восходит к боевому знамени Конфедеративных Штатов Америки. Флаг был принят в 1900 году. Изменение в 1985 связано с тем, что была изменена печать штата. |
| Флаг Южной Дакоты      | Южная Дакота      | 1992         | В центре небесно-голубого полотнища размещена печать штата в сине-белом варианте. Она окружена золотыми треугольниками, основание которых лежит на контуре круга, и надписями золотыми заглавными буквами: South Dakota (с англ. — «Южная Дакота») и The Mount Rushmore State (с англ. — «Штат горы Рашмор»). | Основан на первом флаге Дакоты, принятом в 1909 году. |
| Флаг Южной Каролины    | Южная Каролина    | 1861         | В центре тёмно-синего полотнища контуры белой пальмы. В крыже — белый полумесяц, развёрнутый серпом к левому верхнему углу полотнища. | Основан на флаге, созданном в 1775 году для южнокаролинских войск полковником Уильямом Молтри. |
| Флаг Юты               | Юта               | 1913         | Флаг штата Юта представляет собой прямоугольник с отношением ширины к длине от трех до пяти с изображением пчелиного улья, заключённого в шестиугольник; под ульем расположена белая пятиконечная звезда. | Данный флаг был принят 9 марта 2024 года и заменил собой старый флаг. |

## Морские флаги
| Флаг                      | Штат        | Год принятия | Краткое описание | Примечания |
| ------------------------- | ----------- | ------------ | --- | --- |
| Морской флаг Массачусетса | Массачусетс | 1971         | В середине белого полотнища зелёный контур сосны. | Принят в 1776 году, однако с тех пор изменился: до 1971 года на флаге также была надпись: An Appeal to Heaven (с англ. — «Воззвание к небесам»). |
| Морской флаг Мэна         | Мэн         | 1939         | В середине белого полотнища зелёный контур сосны. Её пересекает изображение синего якоря. Сверху надпись синими буквами: Dirigo (с лат. — «Направляю»), внизу: Maine (с англ. — «Мэн»). | |

## Исторические флаги
| Флаг                                  | Штат              | Годы      | Краткое описание | Примечания |
| ------------------------------------- | ----------------- | --------- | --- | --- |
| Флаг Алабамы                          | Алабама           | 1861      | На лицевой стороне в середине синего полотнища изображена богиня свободы с опущенным мечом в правой руке и маленьким синим флагом с золотой звездой и надписью Alabama (с англ. — «Алабама») в левой. Над её фигурой аркой располагается надпись золотыми буквами: Independent now and forever (с англ. — «Независимая сейчас и навсегда»). На оборотной стороне изображён куст хлопка и свернувшийся справа от него техасский гремучник. Ниже — золотая надпись: Noli mi tangere (с лат. — «Не трогай меня»). | Действовал во время Войны Севера и Юга в течение только одного месяца — с 11 января по 10 февраля 1861 года.                           |
| Флаг Вермонта                         | Вермонт           | 1804—1837 | Флаг США с семнадцатью звёздами и полосами и белой надписью Vermont (с англ. — «Вермонт») на верхней полосе. | |
| Флаг Вермонта                         | Вермонт           | 1837—1923 | Флаг США, у которого звёзды в крыже заменены на одну большую белую звезду; внутри неё находится герб Вермонта. | |
| Флаг Джорджии                         | Джорджия          | 1879—1902 | Широкая синяя полоса вдоль древка и три горизонтальных полосы равной ширины (две красные и одна белая). | |
| Флаг Джорджии                         | Джорджия          | 1902—1906 | На предыдущую версию флага добавлен герб Джорджии. | |
| Флаг Джорджии                         | Джорджия          | 1906—1920 | От предыдущей версии отличается тем, что герб штата на флаге помещён на белый барочный щит, под которым находится красная лента с надписью золотыми буквами: Georgia (с англ. — «Джорджия»). | |
| Флаг Джорджии                         | Джорджия          | 1920—1956 | Герб Джорджии заменён на печать штата. | |
| Флаг Джорджии                         | Джорджия          | 1956—2001 | Горизонтальные полосы заменены на красное поле, на котором расположен синий андреевский крест с белой каймой. На кресте располагается 13 белых пятиконечных звёзд. | Синий андреевский крест с звёздами на красном поле в годы Гражданской войны в США был боевым знаменем конфедератов.                    |
| Флаг Джорджии                         | Джорджия          | 2001—2003 | На синее полотнище помещена изображённая золотым и синим печать Джорджии, окружённая тринадцатью белыми пятиконечными звёздами. Под ней находится широкая золотая лента, где под надписью синими прописными буквами Georgia’s History (с англ. — «История Джорджии») изображены пять флагов: флаг США с тринадцатью звёздами, расположенными по кругу (Betsy Ross); неофициальный флаг Джорджии, использовавшийся до 1879 года (золотой герб штата на синем поле); флаг 1920—1956 годов; флаг 1956—2001 годов; современный флаг США с пятьюдесятью звёздами. Чуть ниже ленты золотыми прописными буквами написано: In God We Trust (с англ. — «На Бога уповаем» — национальный девиз США). | |
| Флаг Луизианы                         | Луизиана          | 1861—1912 | Тринадцать горизонтальных полос. Последовательность цветов: синяя, белая, красная, белая. В крыже красного цвета — жёлтая пятиконечная звезда. | Основан на флаге США с использованием цветов французского и испанского флагов.                                                         |
| Флаг Массачусетса (оборотная сторона) | Массачусетс       | 1908—1971 | Белое полотнище, в центре которого находится тёмно-голубой щит с изображением сосны. | |
| Флаг Миннесоты                        | Миннесота         | 1957—1983 | В центре голубого флага размещена печать Миннесоты. | В формате печати штата на голубом полотнище флаг существует с 1957 года; в 1983 была изменена печать, что привело и к изменению флага. |
| Флаг Миннесоты                        | Миннесота         | 1983—2024 | В центре голубого флага размещена печать Миннесоты. | В формате печати штата на голубом полотнище флаг существует с 1957 года; в 1983 была изменена печать, что привело и к изменению флага. |
| Флаг Миссисипи                        | Миссисипи         | 1861—1865 | Белое полотнище, в центре которого изображено дерево магнолии. В крыже — синий квадрат с белой пятиконечной звездой, вдоль правого края — широкая красная полоса. | Действовал во время Войны Севера и Юга.                                                                                                |
| Флаг Мэна                             | Мэн               | 1901—1909 | Полотнище охристого цвета. Посередине — схематичный зелёный контур сосны, слева вверху от неё — синяя пятиконечная звезда. | Зелёная сосна является символом Новой Англии.                                                                                          |
| Флаг Оклахомы                         | Оклахома          | 1911—1925 | Красное полотнище, посередине которого — белая пятиконечная звезда с синим контуром и числом «46». | |
| Флаг Северной Каролины                | Северная Каролина | 1861—1885 | Одна широкая красная полоса вдоль древка и две горизонтальных полосы равной ширины голубого и белого цветов. На красной полосе — белая пятиконечная звезда. Выше неё надпись белыми буквами May 20th 1775 (с англ. — «20 мая 1775»), ниже — May 20th, 1861 (с англ. — «20 мая 1861») | Был принят после отделения Северной Каролины от США.                                                                                   |
| Флаг Флориды                          | Флорида           | 1868—1900 | Большая печать штата в середине белого флага. | |
| Флаг Южной Дакоты                     | Южная Дакота      | 1909—1963 | В центре голубого полотнища изображено солнце в виде жёлтого круга с треугольниками, символизирующими лучи, по периметру. По контуру солнца сделаны надписи жёлтыми заглавными буквами. Сверху написано: South Dakota (с англ. — «Южная Дакота»), снизу: The sunshine state (с англ. — «Штат солнечного света»). | |
| Флаг Южной Дакоты                     | Южная Дакота      | 1963—1992 | От предыдущего варианта отличается тем, что жёлтый круг в середине солнца заменён на печать Южной Дакоты. | |
| Флаг Южной Каролины                   | Южная Каролина    | 1861      | На синем полотнище в середине изображён белый овал, внутри него — пальма. В крыже белый молодой полумесяц. | Был официальным флагом в течение всего двух дней, 26—28 января 1861 года. Был принят после отделения Южной Каролины от США.            |

### Комментарии
1. ↑  Как флаг штата Гавайи; до этого использовался с 1843 года другими государственными образованиями на территории Гавайского архипелага.
2. ↑  В 1929 и 1964 вносились уточнения.
3. ↑  В 1965 году было внесено уточнение.
4. ↑  В 1988 и 2006 вносились уточнения.
5. ↑  У флага Орегона лицевая и оборотная стороны различаются. Сверху приведена лицевая сторона флага, снизу — оборотная.
6. ↑  Как флаг штата Техас; 1839 существовал как флаг республики Техас.
7. ↑  В 1879—1933 оставался флагом штата де-факто (официально флага у штата в этот период не было).
8. ↑  У флага Алабамы 1861 года лицевая и оборотная стороны различаются. Сверху приведена лицевая сторона флага, снизу — оборотная.
9. ↑  Количество концов у звезды не оговаривалось в законе, см. «Flags of the World»: Flag of Vermont Архивная копия от 22 января 2009 на Wayback Machine (англ.)
10. ↑  Не сохранилось ни одного флага Джорджии 1902—1906 годов и ни одной иллюстрации с ним. Приведённая иллюстрация является воспроизведением того, как выглядел флаг, судя по описаниям.
11. ↑  См. изображение боевого флага конфедератов.
12. ↑  Лицевая сторона флага с тех пор не изменилась.